# Point of No Return (soundtrack)
Point of No Return is de originele soundtrack, gecomponeerd door Hans Zimmer voor de film Point of No Return uit 1993 van John Badham. Het album werd uitgebracht op 23 maart 1993 door Milan Records en RCA Records.
De muziek werd aanvankelijk gecomponeerd door Gary Chang, maar zijn werk werd uiteindelijk afgewezen en vervangen door Hans Zimmer. Omdat de hoofdpersoon in de film gefascineerd is van Nina Simone, horen we door heel de film verschillende liedjes van haar die ook zijn terug te vinden op de soundtrack.
De partituur is opgenomen en gemixt door Jay Rifkin in de studio Media Ventures. Overige credits bij de filmmuziek zijn: Bob Daspit op gitaar, Sam Ellis met vocale ondersteuning en Nick Glennie-Smith met aanvullende muziek.

## Tracklijst
| 1.                 | Hate                                                    | Hans Zimmer                             | 7:26 |
| 2.                 | Happy Birthday, Maggie                                  | Hans Zimmer                             | 5:36 |
| 3.                 | Wedding Bells                                           | Hans Zimmer                             | 8:04 |
| 4.                 | Hells Kitchen                                           | Hans Zimmer                             | 5:04 |
| 5.                 | Here Comes the Sun – Nina Simone                        | George Harrison                         | 3:32 |
| 6.                 | I Want a Little Sugar in My Bowl – Nina Simone          | Nina Simone                             | 2:31 |
| 7.                 | Feeling Good – Nina Simone                              | Anthony Newley & Leslie Bricusse        | 2:53 |
| 8.                 | Wild Is the Wind – Nina Simone                          | Dmitri Tjomkin & Ned Washington         | 6:57 |
| 9.                 | Black Is the Color of My True Love's Hair – Nina Simone | Traditional, Nina Simone (gearrangeerd) | 3:25 |
| Totale duur: 45:28 |                                                         |                                         |      |